# Pekelder Joden

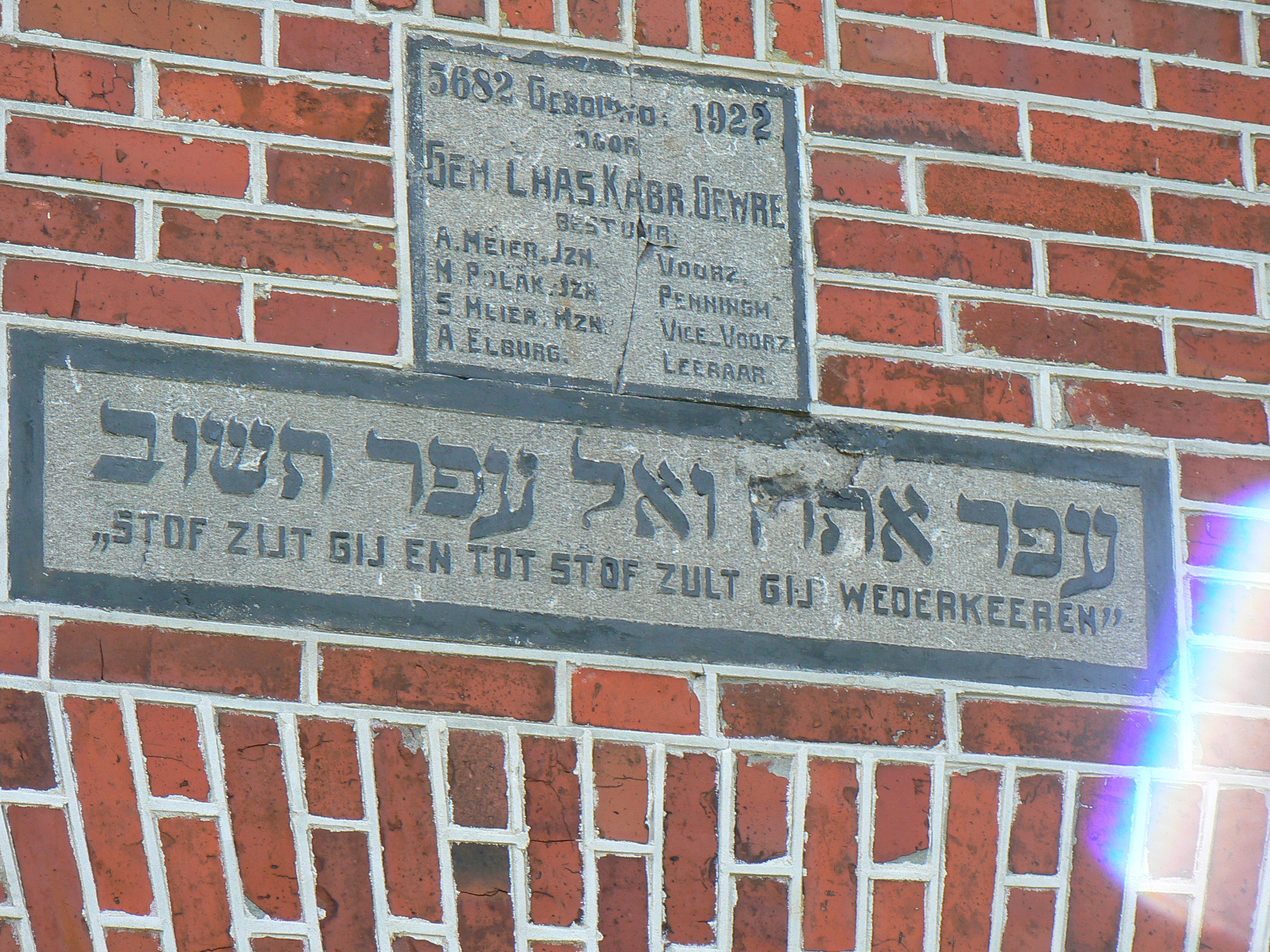
Gedenkplaat 1922 op het metaheerhuisje

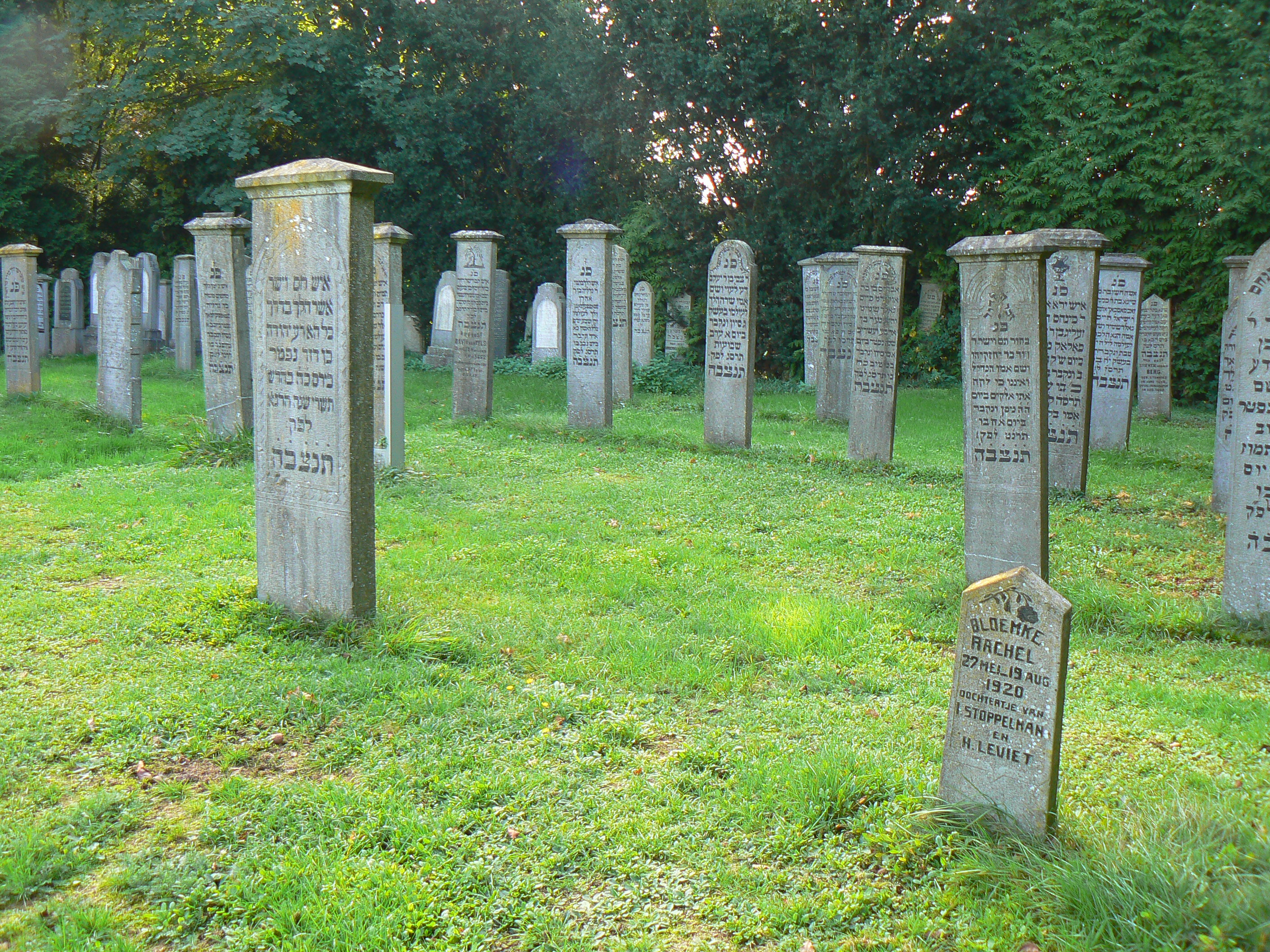
Joodse begraafplaats

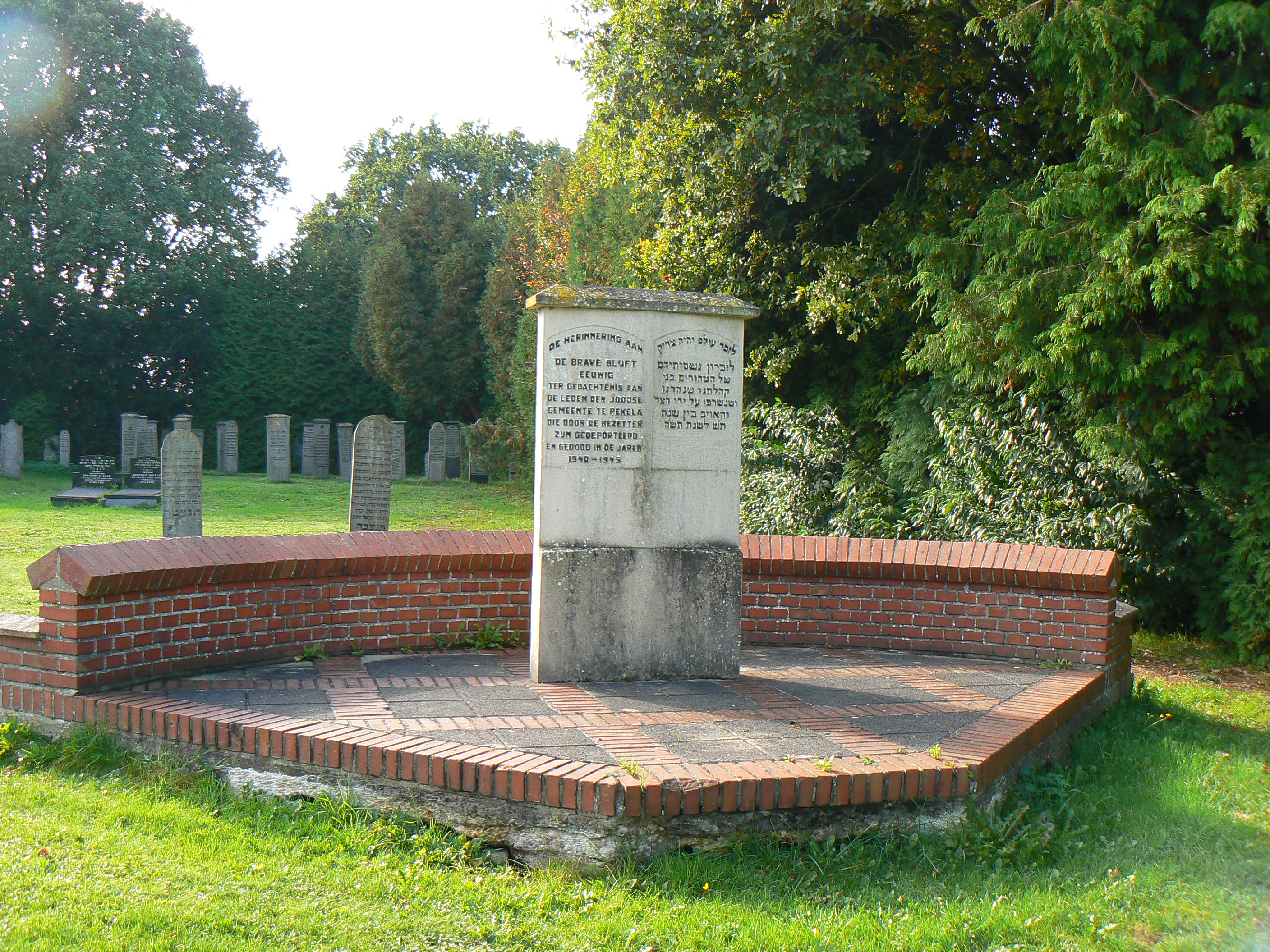
Joods monument, 1950

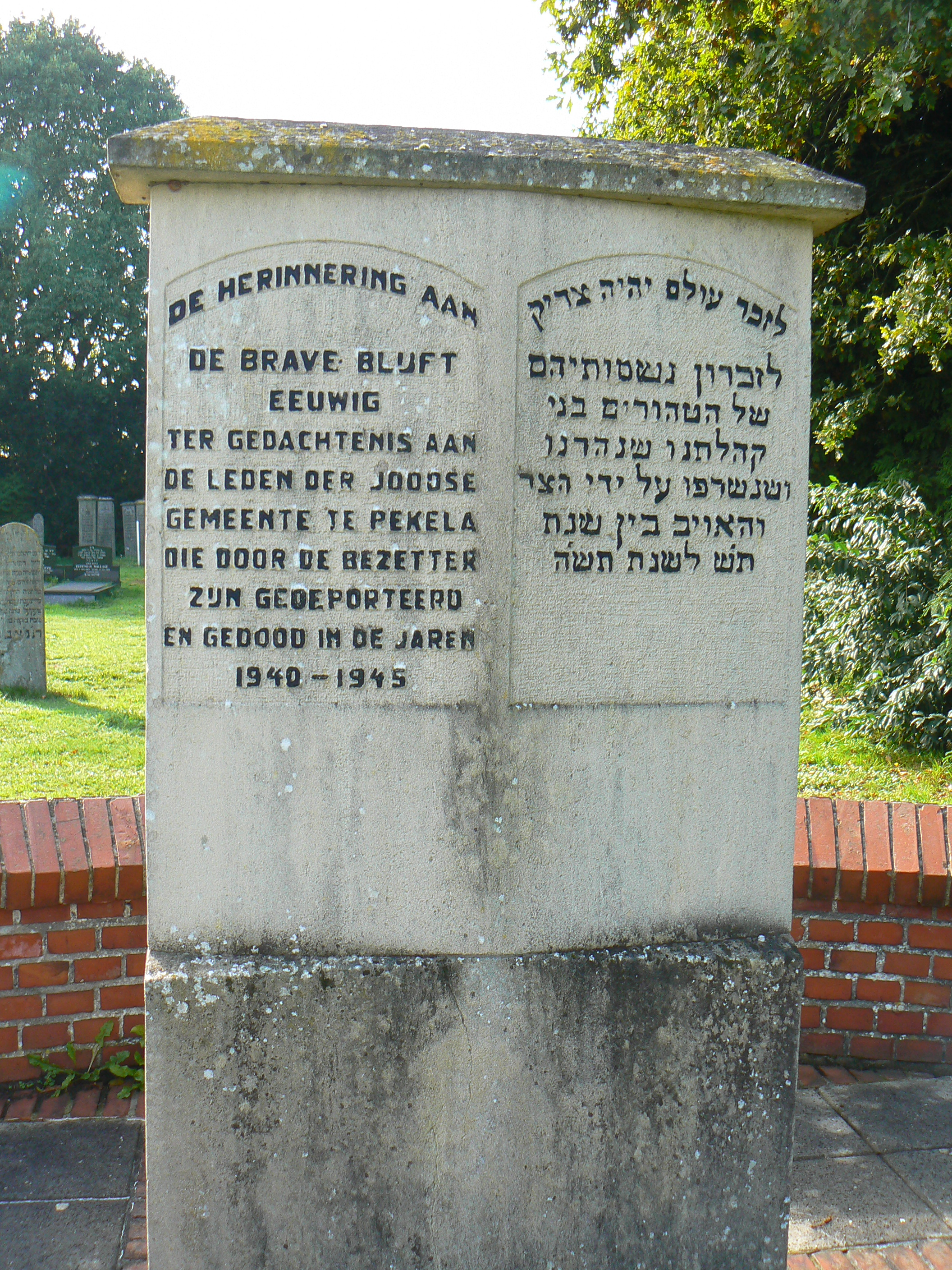
Gedenkplaat Joods monument

De Pekelder Joden waren de nakomelingen van vroege Joodse immigranten in het Groningse dorp Pekela.

## Geschiedenis
De geschiedenis van de Pekelder Joden gaat terug tot 1683, toen de eerste Joodse familie zich in het Groningse dorp Pekela vestigde. Deze familie handelde in tabakswaren. Al snel volgden er meer gezinnen en bijna honderd jaar later, in 1725, werd de joodse gemeente Pekela opgericht. Deze gemeente kreeg in 1757 een speciaal reglement, waarin religieuze en bestuurlijke zaken werden geregeld. Bij overtreding van deze regels kon men worden bestraft door de bestuurders van de joodse gemeente. In 1781 kwam er een logement voor Joodse reizigers in het dorp.
In 1805 telde Pekela 248 Joodse inwoners, waarvan de meesten in Oude Pekela rond de buurt 'de Kamers' woonden. De meeste Joden waren afkomstig uit het nabij gelegen Duitse Oost-Friesland en verder weg uit Polen.
Handel was voor hen de belangrijkste inkomstenbron: veel handel in vee en vlees (er waren veel Joodse slagerijen in het dorp), maar ook in textiel en ongeregelde goederen. Toch was het vooral een arme gemeenschap. De joodse gemeente verzocht zelfs om vrijstelling van de belasting op meel om de religieus voorgeschreven paasbroden te kunnen bakken. Ook waren slechts enkele gemeenteleden in staat regelmatig de kerkelijke belasting te betalen. In 1838 kwam er een Joodse armenschool. Behalve de kerkenraad was er ook een Joods armenbestuur.

## Joodse gemeente Pekela
In 1809 werden alle Joden woonachtig in het toenmalige Koninkrijk Holland georganiseerd in het Nederlands-Israëlitisch Kerkgenootschap, onderverdeeld in joodse gemeenten, waarvan Pekela er een was. Bij een nieuwe indeling op 20 september 1821 werd in een zogenaamd ringreglement vastgelegd, dat de Joden in de dorpen en gemeenten Oude en Nieuwe Pekela, Wedde, Onstwedde, Vlagtwedde, Sellingen, Ter Apel en Bourtange allen behoorden tot de joodse gemeente Pekela. Nog in hetzelfde decennium verkreeg Bourtange de status van bijkerk. De Bourtanger synagoge staat nog steeds in het vestingstadje. Aan het eind van de 19e eeuw zouden nog enkele dorpen zich afscheiden om een zelfstandige Joodse gemeente te vormen.
Tot de tweede helft van de negentiende eeuw traden er weinig veranderingen op in de beroepsuitoefening van de Joodse inwoners. De meesten van hen verdienden hun brood als koopman, leerlooier of slager. Na 1850 kwam daar de sigarenmakerij en de handel in lompen en metalen bij. De al langer bestaande fabriek van elixers van Catz breidde haar activiteiten verder uit. De Joodse gemeenschap bleef daardoor groeien. In 1870 hadden de twee dorpen samen 401 Joodse inwoners, en er was een bloeiend Joods verenigingsleven. In 1884 werd dan ook de nieuwe synagoge van Oude Pekela, inclusief mikwe en onderwijzerswoning, in gebruik genomen.
Door sociale en economische omstandigheden werd de gemeenschap daarna snel kleiner. Begin twintigste eeuw woonde in Pekela het bekende Joodse familieorkest, bestaande uit vader Stoppelman en zijn zeven zonen.

## Tweede Wereldoorlog
Tijdens de Duitse bezetting werden de Joden uit de Pekela’s eerst naar Kamp Westerbork overgebracht en vervolgens naar concentratiekampen in Polen gedeporteerd, waar er 138 zijn vermoord. Slechts een twaalftal wist als onderduiker de oorlog te overleven.
Rabbijn Abraham Toncman was de laatste zanger en leraar van de Joodse gemeente, zijn notulenboek uit 1942 is bewaard gebleven. Op 31 december 1942 schreef hij zijn laatste zinnen: 
...En nu zijn wij, weinigen van velen, overgebleven, wij worden als vee weggeleid om gedood te worden en verloren te gaan, tot ellende en tot schande. Moge er redding en uitkomst voor de Joden komen. Spoedig, in onze dagen. Amen.... 
Het Joodse leven werd niet meer hervat. De Joodse begraafplaats in Oude Pekela vormt een laatste getuigenis van de voormalige aanwezigheid. De thorarollen en het archief werden naar Amsterdam overgebracht. Van de gesloopte synagoge resteert nu slechts een gevelsteen.

## Synagoge
Voor 1737 werden in het dorp al synagogediensten gehouden in privéhuizen, maar in dat jaar werd de eerste Pekelder synagoge gebouwd. Hiermee had Pekela de eerste zodanig gebouwde synagoge van de provincie Groningen.
Toen het pand bouwvallig was geworden verrees op dezelfde plek een nieuwe synagoge die op 3 augustus 1792 werd ingewijd. Ondanks allerlei reparaties was dit gebouw na (bijna) een eeuw zo bouwvallig geworden, dat in 1882 een deel van het dak instortte. Daarom werd in 1884 in Oude Pekela een nieuwe synagoge met onderwijzerswoning gebouwd, aan de overkant van het Pekelder Hoofddiep, vlak bij de Compagniesterwijk. Deze synagoge had onder andere een ritueel bad. Het gedurende de bezetting zwaar beschadigde gebouw werd in 1950 verkocht en in 1979 gesloopt. De onderwijzerswoning is wel bewaard gebleven als woonhuis.

## Joodse begraafplaats
In Oude Pekela bevindt zich een Joodse begraafplaats uit 1693, een der oudste van de provincie. In dat jaar werd de grond gekocht door ene Daniel Jacobs. Ook Joden uit andere delen van de provincie Groningen werden hier begraven, zelfs uit de stad Groningen. De begraafplaats aan de Draijerswijk, is verschillende malen uitgebreid, namelijk omstreeks 1723, 1760 en 1830. Van de huidige 158 graftekens dateert de oudste uit 1808. De (burgerlijke) gemeente heeft er een herdenkingssteen geplaatst ter nagedachtenis van de Joodse slachtoffers in de Tweede Wereldoorlog.
In HISGIS wordt in 1832 het perceel Oude Pekela C124 met plaatselijke benaming Zuider Ongedeelde genoemd.
Locatie: 53° 06′ 0″ NB, 7° 00′ 26″ OL